# Lijst van Franse gemeenten
De lijst van Franse gemeenten is opgedeeld in overzichten per departement (de alfabetische rangschikking is niet dezelfde als de rangschikking die in Frankrijk gebruikelijk is, zie kader onderaan):
- Ain
- Aisne
- Allier
- Alpes-de-Haute-Provence
- Alpes-Maritimes
- Ardèche
- Ardennes
- Ariège
- Aube
- Aude
- Aveyron
- Bas-Rhin
- Bouches-du-Rhône
- Calvados
- Cantal
- Charente
- Charente-Maritime
- Cher
- Corrèze
- Corse-du-Sud
- Creuse
- Côtes-d'Armor
- Côte-d'Or
- Deux-Sèvres
- Dordogne
- Drôme
- Doubs
- Essonne
- Eure
- Eure-et-Loir
- Finistère
- Gard
- Gers
- Gironde
- Haute-Corse
- Haute-Garonne
- Haute-Loire
- Haute-Marne
- Hautes-Alpes
- Hautes-Pyrénées
- Hérault
- Haut-Rhin
- Haute-Savoie
- Haute-Saône
- Haute-Vienne
- Hauts-de-Seine
- Ille-et-Vilaine
- Indre
- Indre-et-Loire
- Isère
- Jura
- Landes
- Loire
- Loire-Atlantique
- Loir-et-Cher
- Loiret
- Lot
- Lot-et-Garonne
- Lozère
- Maine-et-Loire
- Manche
- Marne
- Mayenne
- Meurthe-et-Moselle
- Meuse
- Métropole de Lyon
- Morbihan
- Moselle
- Nièvre
- Noorderdepartement
- Oise
- Orne
- Pas-de-Calais
- Puy-de-Dôme
- Pyrénées-Atlantiques
- Pyrénées-Orientales
- Rhône
- Sarthe
- Savoie
- Saône-et-Loire
- Seine-Maritime
- Seine-et-Marne
- Seine-Saint-Denis
- Somme
- Tarn
- Tarn-et-Garonne
- Territoire de Belfort
- Val-d'Oise
- Val-de-Marne
- Var
- Vaucluse
- Vendée
- Vienne
- Vosges
- Yonne
- Yvelines

## Overzeese departementen
Lijsten van gemeenten in overzeese departementen:
- Frans-Guyana
- Guadeloupe
- Martinique
- Mayotte
- Réunion

01 Ain · 02 Aisne · 03 Allier · 04 Alpes-de-Haute-Provence · 05 Hautes-Alpes · 06 Alpes-Maritimes · 07 Ardèche · 08 Ardennes · 09 Ariège · 10 Aube · 11 Aude · 12 Aveyron · 13 Bouches-du-Rhône · 14 Calvados · 15 Cantal · 16 Charente · 17 Charente-Maritime · 18 Cher · 19 Corrèze · 2A Corse-du-Sud · 2B Haute-Corse · 21 Côte-d'Or · 22 Côtes-d'Armor · 23 Creuse · 24 Dordogne · 25 Doubs · 26 Drôme · 27 Eure · 28 Eure-et-Loir · 29 Finistère · 30 Gard · 31 Haute-Garonne · 32 Gers · 33 Gironde · 34 Hérault · 35 Ille-et-Vilaine · 36 Indre · 37 Indre-et-Loire · 38 Isère · 39 Jura · 40 Landes · 41 Loir-et-Cher · 42 Loire · 43 Haute-Loire · 44 Loire-Atlantique · 45 Loiret · 46 Lot · 47 Lot-et-Garonne · 48 Lozère · 49 Maine-et-Loire · 50 Manche · 51 Marne · 52 Haute-Marne · 53 Mayenne · 54 Meurthe-et-Moselle · 55 Meuse · 56 Morbihan · 57 Moselle · 58 Nièvre · 59 Noorderdepartement · 60 Oise · 61 Orne · 62 Pas-de-Calais · 63 Puy-de-Dôme · 64 Pyrénées-Atlantiques · 65 Hautes-Pyrénées · 66 Pyrénées-Orientales · 67 Bas-Rhin · 68 Haut-Rhin · 69D Rhône · 69M Métropole de Lyon · 70 Haute-Saône · 71 Saône-et-Loire · 72 Sarthe · 73 Savoie · 74 Haute-Savoie · 75 Parijs · 76 Seine-Maritime · 77 Seine-et-Marne · 78 Yvelines · 79 Deux-Sèvres · 80 Somme · 81 Tarn · 82 Tarn-et-Garonne · 83 Var · 84 Vaucluse · 85 Vendée · 86 Vienne · 87 Haute-Vienne · 88 Vosges · 89 Yonne · 90 Territoire de Belfort  · 91 Essonne · 92 Hauts-de-Seine · 93 Seine-Saint-Denis · 94 Val-de-Marne · 95 Val-d'Oise
Départements d'outre-mer: 971 Guadeloupe · 972 Martinique · 973 Guyane · 974 Réunion · 976 Mayotte